# 海因里希·克里斯蒂安·舒马赫

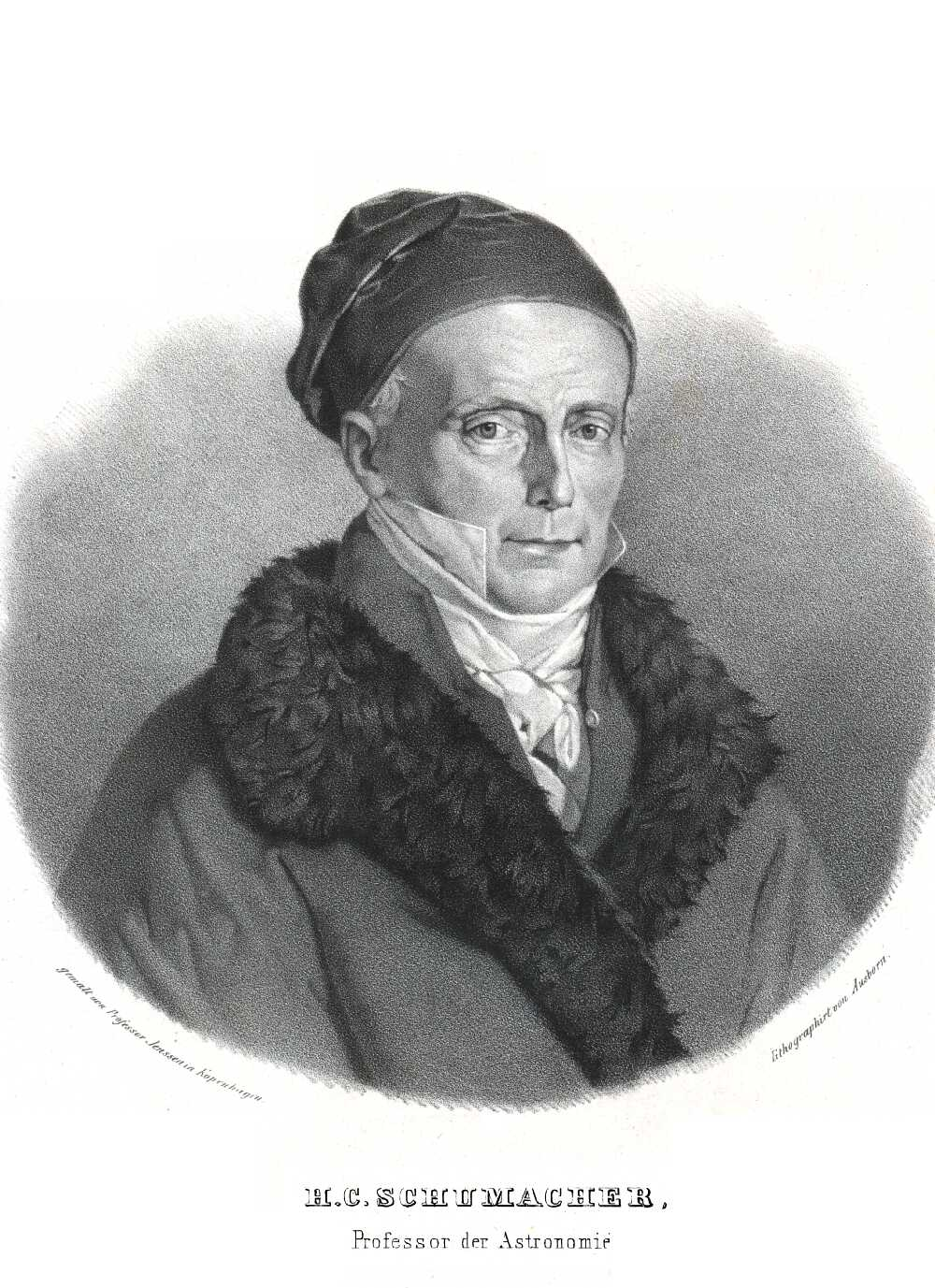
海因里希·克里斯蒂安·舒马赫

海因里希·克里斯蒂安·舒马赫（丹麥語：Heinrich Christian Schumacher；1780年9月3日—1850年12月28日），是一位德裔丹麦籍天文学家。

## 生平
1780年出生在荷尔斯泰因公国的巴特布拉姆施泰特，曾先后就读于基尔、耶拿、哥本哈根和哥廷根。1810年，他成为哥本哈根大学天文系副教授。1813年至1815年主管曼海姆天文台，后成为哥本哈根大学天文系教授。
817年曾主导了对荷尔斯泰因公国的测绘，几年后定工作被并入到丹麦整体大地测量中(在他去世后完成)。为进行调查，在阿尔托纳区建立了一所天文台，舒马赫长住于此。他主要忙于发“表天文历表”（11件，1822年至1832年）和天文通报期刊（由他在1821年成立并仍然成立出版），其中他主编过31期。1827年，他被选为瑞典皇家科学院院士，并在1829年获得英国皇家天文学会金质奖章。他的肖像现在挂在英国皇家学会发展部办公室中。

## 家庭
他的儿子，理查德·舒马赫（丹麥語：Richard Schumacher；1827年－1902年），1844年至1850年在阿尔托纳区做过他的助手。并是圣地亚哥-德智利天文台台长卡洛斯·吉列尔莫·默斯塔（西班牙語：Carlos Guillermo Moesta）的助理，参与过智利1864年举行的测地调查，1869年回国，1873年后先后在阿尔托纳区和基尔天文台任职。
他的侄子，克里斯蒂安·安德烈亚斯·舒马赫（丹麥語：Christian Andreas Schumacher；1810年－1854年），曾参与了丹麦1833年至1838年的大地测量调查，后任职于普尔科沃天文台。

## 参引
- 本条目包含来自公有领域出版物的文本: Chisholm, Hugh (编). .  24 (第11版). London: Cambridge University Press: 383. 1911.
- 本条目的部分内容取自《新國際百科全書》，属于公有领域。